# Pristonychus
Pristonychus är ett släkte av skalbaggar som beskrevs av Franco Andrea Bonelli 1810. I den svenska databasen Dyntaxa används istället namnet Laemostenus. Pristonychus ingår i familjen jordlöpare.
Kladogram enligt Catalogue of Life och Dyntaxa:
| Pristonychus | \| \| Pristonychus complanatus \| \| \| \| \| \| källarlöpare \| \| \| \| |
|              | \| \| Pristonychus complanatus \| \| \| \| \| \| källarlöpare \| \| \| \| |
|              | Pristonychus complanatus                                                  |
|              |                                                                           |
|              | källarlöpare                                                              |
|              |                                                                           |